# Videsandbi
Videsandbi (Andrena clarkella) är en art i insektsordningen steklar som tillhör överfamiljen bin och familjen grävbin.

## Beskrivning
Honan är kraftigt byggd, 12 till 13 mm lång, med svart päls på ansiktet, mörka antenner, orangebruna hår på mellankroppen, och svart, långhårig bakkropp. De fyra främre skenbenen är svarta, medan bakskenbenen är orangefärgade med orange hår.
Hanen är 10 till 12 mm lång, och har ett brett huvud med övervägande svarta hår som bildar ett mustaschliknande band nedtill på clypeus. Även här är antennerna mörka. Mellankroppens ryggsida har ljust orangebrun till vitaktig behåring. Behåringen på bakkroppen är vit, gles men långhårig, med svarta hårfransar på tergiternas bakkanter. De fyra främre skenbenen är svarta, medan bakskenbenen är mörkbruna till orange.

## Ekologi
Habitaten omfattar ej för torra biotoper, som hedar, skogar, skogsbryn, dikesrenar och trädgårdar men också sandiga biotoper, bland annat sand- och grustäkter samt torrbackar.
Videsandbiet är specialiserat vad gäller pollen på videväxter. Nektar kan det dock söka även på växter från andra familjer, som korgblommiga växter, ranunkelväxter och kinesträdsväxter (lönnar). Biet är mycket tidigt, och kan ibland uppträda redan i februari. Mera vanligt är att se det från mars till maj månad ut.
Som alla sandbin är arten solitär, honan står ensam för omsorgen om avkomman. Bona grävs ut på sandiga ställen med sparsam markvegetation i skogsbryn och -gläntor samt parker, gärna i slänter. Bona inrättas ofta i kolonier med andra videsandbin; gångarna blir vanligen inte mycket längre än 5 till 10 cm djupa. Som hos alla sandbin avslutas gångarna med äggceller, som fylls med näring (pollen och nektar) åt avkomman, varefter honan lägger ett ägg i varje cell. Honan stänger till ingången varje gång hon lämnar boet. Bona parasiteras av gökbiet videgökbi (Nomada leucophthalma), som lägger sina ägg i bona, ett ägg i varje äggcell. Den resulterade larven lever av den insamlade näringen efter det att värdägget eller -larven dödats.

## Utbredning
Utbredningsområdet omfattar i Palearktis Nord- och Centraleuropa med västgräns vid Brittiska öarna, sydgräns vid södra Frankrike och norra Italien, samt vidare österut genom europeiska Ryssland och Sibirien till Chabarovsk kraj.
I Nearktis finns arten i Alaska, östra Kanada och USA från Minnesota till New York, Massachusetts och Maine.
I Sverige finns arten i hela landet, från Götaland, Svealand och längs Norrlandskusten med mera begränsade förekomster i Norrlands inland. Det nordligaste fyndet gjordes 1935 i Kummavuopio i Lappland nära Treriksröset.
Även i Finland finns arten i hela landet, från Åland och sydkusten till norra Lappland, men fynden är färre i norr. Det nordligaste fynden var två honor, som upptäcktes 16 juni 1949 i Utsjoki i nordligaste Lappland (69°54′).
Arten är klassificerad som livskraftig (LC) både i Sverige och Finland.